# Stanisław Lenczewski
Stanisław Lenczewski (ur. 2 października 1917 w Warszawie, zm. 10 sierpnia 1986 tamże) – polski rzemieślnik i działacz społeczny, wiceprezydent Gdańska (1946–1947), poseł na Sejm PRL VI kadencji (1972–1976), wicewojewoda gdański. Budowniczy Polski Ludowej.

## Życiorys
Był synem Jana i Jadwigi. W latach 1936–1939 studiował na Wydziale Elektrotechniki Politechniki Gdańskiej, uzyskując wykształcenie wyższe niepełne. Po powrocie do Warszawy zatrudniony w warsztacie elektrotechnicznym. Pomagał w montowaniu nielegalnych radioodbiorników. W 1944 walczył w powstaniu warszawskim, podczas którego został ranny, a później aresztowany.
W 1945 ponownie znalazł się w Gdańsku, gdzie podjął pracę w Ministerstwie Administracji Publicznej. Mianowano go wiceprezydentem Gdańska, a później zatrudniono w Urzędzie Wojewódzkim, którego był współorganizatorem. Sprawował funkcję wicewojewody gdańskiego.
W 1947 wrócił do Warszawy i założył prywatny warsztat radiotechniczny. Kontynuował naukę w Studium Ekonomicznym Polskiego Towarzystwa Ekonomicznego. Działał w samorządzie rzemieślniczym: w 1972 objął funkcję prezesa Zarządu Związku Izb Rzemieślniczych, później był przewodniczącym Rady Centralnego Związku Rzemiosła.
Od maja 1951 działał w Stronnictwie Demokratycznym. Był m.in. wiceprzewodniczącym Stołecznego Komitetu partii (1967–1968) i wiceprzewodniczącym Centralnego Komitetu (1973–1981), a także członkiem prezydium CK (1969–1973, 1981–1986). Od 1961 do 1969 zasiadał w Stołecznej Radzie Narodowej. W 1972 uzyskał mandat posła na Sejm z okręgu Warszawa–Wola. Był członkiem Komisji Drobnej Wytwórczości, Spółdzielczości Pracy i Rzemiosła oraz Komisji Handlu Wewnętrznego. W 1981 został wybrany na honorowego przewodniczącego Krajowej Rady Rzemiosła. Był członkiem zarządu Cechu Elektryków.
Odznaczony Orderem Budowniczych Polski Ludowej (1984), Orderem Sztandaru Pracy II klasy, Krzyżami Kawalerskim i Komandorskim Orderu Odrodzenia Polski, Złotym Medalem im. Jana Kilińskiego, Złotą Honorową Odznaką Rzemiosła i Odznaką „Zasłużonemu Działaczowi Stronnictwa Demokratycznego”.
Żonaty z Zofią Lenczewską. Został pochowany na cmentarzu Bródnowskim (kwatera 59B-VI-10).
W czasie studiów przyjęty do Polskiej Korporacji Akademickiej „Z.A.G. Wisła” w Gdańsku.